# Alekséi Tsatevich
Alekséi Vladímirovich Tsatevitch (en ruso: Алексей Владимирович Цатевич; Vérjniaia Pyshmá, Óblast de Sverdlovsk, 5 de julio de 1989-8 de abril de 2024) fue un ciclista ruso.

## Biografía
De 2008 a 2010 participó en carreras de Italia con una selección de ciclistas rusos. Ganó en 2008 la carrera Due Giorni Marchigiana-GP Industria Commercio Artigianato di Castelfidardo. En 2010 participó en el Tour del Porvenir, donde fue 4.º en la primera etapa. Participó también en los campeonatos del mundo en ruta donde acabó 75.º en la prueba en línea en categoría sub-23.
En 2011 fichó por el equipo continental Itera-Katusha, filial del equipo Katusha. En 2012 fichó ya por el equipo profesional Katusha. Consiguió su primera victoria con este equipo al ganar el 27 de febrero de 2013 la carrera Le Samyn. Su triunfo de mayor prestigio llegó en 2016 al imponerse en la última etapa de la Volta a Cataluña por delante de Primož Roglič.

## Muerte
Falleció el 8 de abril de 2024 a la edad de 34 años. La despedida tuvo lugar el 10 de abril de 2024 en la iglesia Alexander Nevsky en Verkhnyaya Pyshma.[cita requerida]

## Palmarés
2011
- 1 etapa del Gran Premio Crédito Agrícola de la Costa Azul
- Gran Premio de la Ville de Nogent-sur-Oise
- 1 etapa del Tour de Alsacia
- 1 etapa del Tour de Bulgaria

2013
- Le Samyn
- 1 etapa de la Semana Lombarda

2016
- 1 etapa de la Volta a Cataluña

## Resultados en Grandes Vueltas y Campeonatos del Mundo
| Carrera         | Carrera         | 2011 | 2012 | 2013 | 2014 | 2015 | 2016 | 2017  |
| --------------- | --------------- | ---- | ---- | ---- | ---- | ---- | ---- | ----- |
|                 | Giro de Italia  | —    | —    | —    | —    | —    | Ab.  | 121.º |
|                 | Tour de Francia | —    | —    | —    | —    | —    | —    | —     |
|                 | Vuelta a España | —    | —    | —    | —    | —    | —    | —     |
| Mundial en Ruta | Mundial en Ruta | —    | —    | —    | —    | 37.º | —    | —     |

—: no participa

Ab.: abandono